# Lomen Company

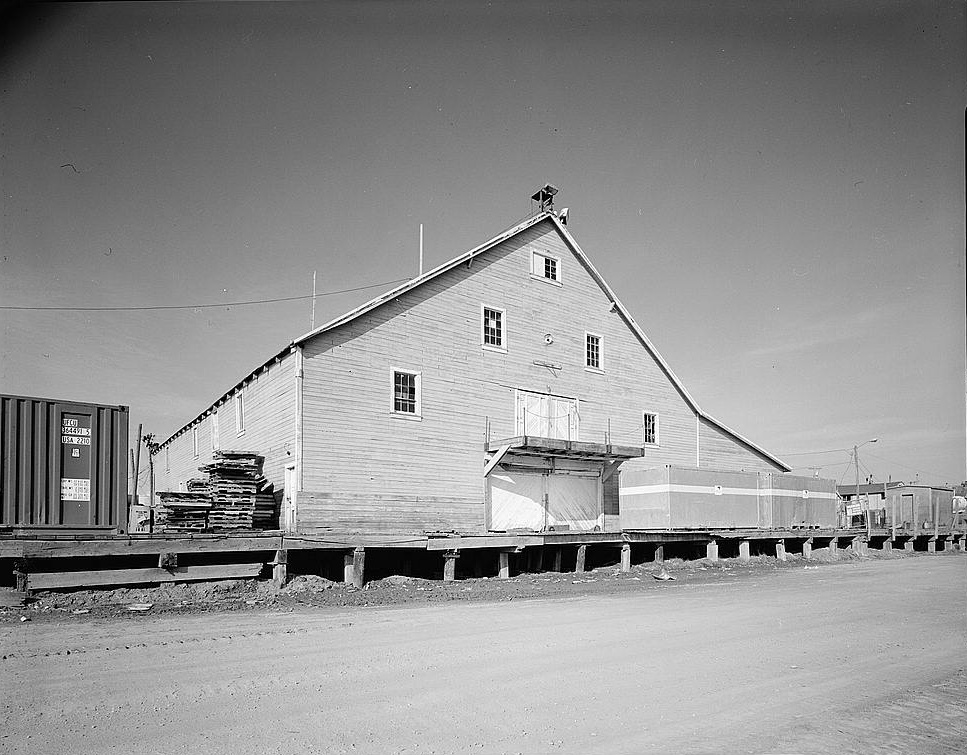
Un almacén de Lomen Company en Nome, Alaska.

Lomen Company fue una empresa estadounidense del sector frigorífico, fundada en 1914 por los hermanos Carl y Alfred Lomen en el entonces territorio de Alaska.

## Historia
Los Lomen invirtieron en la compraventa de rebaños de renos, y entre 1920-1929, montaron una gran estructura de mataderos y frigoríficos, obteniendo aún éxito en el cruce entre caribúes y renos. Pasaron entonces a dominar el mercado de exportación de carne y cuero de reno para los Estados Unidos, haciendo inviable la competición por los pequeños productores inuit. Entre 1914 y 1929, los Lomen adquirieron 14.083 renos, el coste total de US$ 236.156,00.
En la Navidad de 1926, en conjunto con los almacenes Macy's, los Lomen elaboraron una ingeniosa campaña de marketing para divulgar su producto principal: los renos. Santa Claus en un trineo tirado por renos, fue presentado en varias ciudades de Estados Unidos (tales como Boston, San Francisco, Chicago y Seattle, entre otros). Los Lomen aun así forjaron cartas publicadas en periódicos, donde niños pedían la presencia de Santa Claus y sus renos en determinadas ciudades. Fue a partir de ahí que el trineo tirado por renos pasó a ser más una de las tradiciones asociadas a la Navidad estadounidense.
La Lomen Company, sin embargo, empezó a tener problemas con el lobby de los productores de vacunos, que presionaron al Congreso para que éste impusiese barreras a la promoción y venta de carne de reno. Antes que eso ocurriese, en 1929, con el Crack del 29, el mercado para los productos de Lomen entró en decadencia. El golpe final fue dado al 1 de septiembre de 1937, cuando el Reindeer Act ha transferido la posesión de todas las manadas de renos de Alaska para el Bureau of Indian Affairs (y, por tanto, para las manos de los inuit), pagando 3 o 4 dólares por cabeza. El rebaño de los Lomen fue entonces adquirido por el gobierno estadounidense por la suma bruta de US$ 720.000,00.
Solo en 1997 una decisión judicial permitió que no-nativos adquiriesen rebaños de renos en Alaska.